# Cephalotes hirsutus
Cephalotes hirsutus är en myrart som beskrevs av De Andrade 1999. Cephalotes hirsutus ingår i släktet Cephalotes och familjen myror. Inga underarter finns listade.